# Hank Marvin
 Der er for få eller ingen kildehenvisninger i denne artikel, hvilket er et problem. Du kan hjælpe ved at angive troværdige kilder til de påstande, som fremføres i artiklen.

Hank B. Marvin (født Brian Robson Rankin 28. oktober 1941, Newcastle upon Tyne i England) er ledende guitarist i instrumentalgruppen The Shadows, som oprindelig var en backinggruppe for Cliff Richard.
The Shadows inspirerede guitarister som Eric Clapton, David Gilmour, Ritchie Blackmore, Jeff Beck, Brian May, Mike Oldfield, Jean-Pierre Danel, George Harrison, Mark Knopfler, Neil Young og Pete Townshend. Gruppen regnes derfor som et af Englands mest indflydelsesrige bands i tiden før The Beatles.
Marvin kom i 1958 til London med sin ven Bruce Welch (rytmeguitarist i The Shadows) for at deltage i en amatørkonkurrence med gruppen The Railroaders. Efter en 2. plads i konkurrencen blev Marvin og Welch i London for at prøve lykken. De begyndte at spille på den legendariske 2 Is Coffee bar i Soho. Marvin blev her opdaget af John Foster, som på det tidspunkt var Cliff Richards manager, og han blev tilbudt jobbet som leadguitarist hos Cliff Richard. Marvin accepterede, men med den klausul, at hans ven Bruce Welch kunne komme med som rytmeguitarist. De kom med i gruppen The Drifters oktober 1958, med Hank Marvin på leadguitar, Bruce Welch på rytmeguitar og to andre musikere fra 2 Is Coffee, nemlig Jet Harris på basguitar og Tony Meehan på trommer. I juli 1959 måtte de ændre navnet The Drifters, grundet den amerikanske vocalgruppe af samme navn. Harris foreslog navnet The Shadows, som blev accepteret af bandet.
Hank Marvin var den første Rock 'n' Roll-guitarist i Europa, som blev et ikon i sig selv. Han skabte den berømte Shadows-sound, som ingen rigtigt har kunnet efterligne. Marvin var også ankermanden og det gruppemedlem, der var en stabilitet i gruppen fra start til slut. Marvin var frontfigur i The Shadows fra juli 1959 til gruppen gik hver til sit i december 1968. I 1969 indspillede Marvin sit første soloalbum Hank Marvin som nåede en 14. plads på hitlisterne. I februar 1971 var han medstifter af vocaltrioen Marvin, Welch og Farrar, som lavede 2 lp'er, dog uden nævneværdig succes. Da Welch forlod gruppen fortsatte Marvin og Farrar to år til, men efter en live-lp og en studie-lp stoppede duoen så definitivt.
I marts 1973 blev The Shadows gendannet, med Marvin, Welch, Brian Bennett og John Farrar. Denne konstellation varede frem til august 1977, hvor Farrar forlod gruppen for at blive producer. I 1977 lavede Marvin sit andet soloalbum Guitar Syndicate med et kæmpe guitar ensemble og rytmegruppe. Denne plade fik ingen succes. Sideløbende med The Shadows indspillede han soloalbummene Words of Music og All Alone With Friends, der primært var vocalalbums med numre skrevet af ham selv.
I 1986 flyttede Marvin med sin familie til Australien, hvor han slog sig ned i byen Perth på vestkysten. Dette gjorde samarbejdet i The Shadows vanskeligt, og i december 1990 opløstes The Shadows så. Marvin gik solo med eget band. Han indspillede otte albums fra 1990 til 2005. The Shadows blev så atter gendannet med Marvin, Welch og Bennett til en afslutningskoncert-turne i december 2004, hvor de turnerede England rundt. I foråret 2005 gik turneen så Europa rundt. I september 2009 samledes Cliff Richard og The Shadows for en definitiv afslutning på sagaen. De gav koncerter i England og resten af Europa. Det hele rundedes af i sommeren 2010 med en turné til Sydafrika og Australien.

## Med The Shadows
- The Shadows (1961)
- Live At The ABC Kingston (1962) halv Shadows/halv Cliff-album
- Out of The Shadows (1962)
- Dance with The Shadows (1964)
- The Sound Of The Shadows (1965)
- Shadow Music (1966)
- Live in Japan (1967)
- Jigsaw (1967)
- From Hank Bruce Brian and John (1967)
- Established 1958 (1968) halv Cliff Richard/halv Shadows-album - 10-års jubilæum
- Live In Japan (1969)
- Shades Of Rock (1970)
- Rocking With Curly Leads (1973)
- Specs Appeal (1975)
- Live at The Paris Olympia (1975)
- Tasty (1977)
- Thank You Very Much - Live (1978) med Cliff Richard, 20-års jubilæum
- String of Hits (1979)
- Change Of Address (1980)
- Hits Right Up Your Street (1981)
- Life In The Jungle (1982)
- Live at Abbey Road (1982)
- XXV (1983) - 25-års jubilæum
- Guardian Angel (1984)
- Moonlight Shadows (1985)
- Simply Shadows (1987)
- Steppin to The Shadows (1989)
- At Their Very Best (1989)
- Live at the Liverpool Empire (1989)
- Reflections (1990)
- The Final Tour (2004) (både cd og dvd)
- The Final Reunion (2009) med Cliff Richard

## Singler med The Shadows
- Feelin' Fine" / "Don't Be a Fool (With Love)" (1959) - som The Drifters
- "Jet Black" / "Driftin'" (1959) - som The Drifters
- "Lonesome Fella" / "Saturday Dance" (1959) - som The Drifters
- "Chinchilla" / Bongo Blues" * (1960)
- "Apache" / "Quatermasster's Stores" (1960)
- "Man of Mystery" / "The Stranger"	(1960)
- "F.B.I." / "Midnight"	(1961)
- "The Frightened City" / "Back Home" (1961)
- The Shadows - "Mustang" / "Theme From Shane" / "Shotgun" / "Theme From Giant" - EP (1961)
- The Shadows - "Live In Johannesburg" - "Shazam" / "Guitar Boogie" / "Sleep Walk" / "FBI" - EP (1961)
- "Kon-Tiki" / "36-24-36" (1961)
- "The Savage" / "Peace Pipe" (1961)
- "Wonderful Land" / "Stars Fell on Stockton" (1962)
- "Guitar Tango" / "What a Lovely Tune" (1962)
- "The Boys" / "The Girls" / "Sweet Dreams" / Theme from the Boys - EP  (1962)
- "Dance On" / "All Day" (1962)
- "Foot Tapper" / "The Breeze and I" (1963)
- "Atlantis" / "I Want You to Want Me" (1963)
- "Los Shadows" - "Granada" / "Adios Muchachos (Pablo The Dreamer)" / "Valencia" / "Las Tres Carabelas (Three Galleons)" - EP (1963)
- "Shindig" / "It's Been a Blue Day" (1963)
- "Geronimo" / "Shazam"	(1963)
- "Theme for Young Lovers" / "This Hammer" (1964)
- "The Rise and Fall of Flingel Bunt" / "It's a Man's World" (1964)
- "Chattanooga Choo Choo" / "Walkin" (1964)
- "Rhythm and Greens" / "The Miracle" (1964)
- The Shadows - "Rhythm & Greens" / "Ranka-Chank" / "Main Theme" / "The Drum Number" / "The Lute Number" - EP (1964)
- "Genie with the Light Brown Lamp" / "Little Princess" (1964)
- "Brazil" / "National Provincial Samba" (1965)
- "Mary Anne" / "Chu-Chi" (1965)
- "Stingray" / "Alice in Sunderland" (1965)
- "Don't Make My Baby Blue" / "My Grandfather's Clock" (1965)
- "The War Lord" / "I Wish I Could Shimmy Like My Sister Arthur" (1965)
- "Me Oh My" / "Friends" (1965)
- "I Met a Girl" / "Late Night Set"	(1966)
- "A Place in the Sun" / "Will You Be There" (1966)
- "The Dreams I Dream" / "Scotch on the Socks" (1966)
- The Shadows - Thunderbirds Are Go! - "Shooting Star" * / "Lady Penelope" / "Thunderbirds Theme" / "Zero X Theme" ( med Cliff Richard på *) - EP (1966)
- The Shadows - "Finders Keepers", "My Way", "Paella" , "Fiesta" / "Autumn" / "The Flyder And The Spy" / "My Way" - EP (1966)
- "Maroc 7" / "Bombay Duck" (1967)
- "Tomorrow's Cancelled" / "Somewhere" (1967)
- The Shadows - In Japan - "Omoide No Nagisa" / "Kimi To Itsumademo" / "Londonderry Air" / "Gin-Iro Michi" - EP (1967)
- "Running Out of World" / "London's Not Too Far" (Hank Marvin solo Side B) (1968)
- "Dear Old Mrs Bell" / "Trying to Forget the One You Love"	(1968)
- "I Cant Forget" / "Running out Of World" (1968)
- "Slaughter on Tenth Avenue" / "Midnight Cowboy" (Hank Marvin solo side B)	(1969)
- "Turn Around and Touch Me" / "Jungle Jam" (1973)
- "Let Me Be the One" / "Stand Up Like a Man" (1975)
- "Run Billy Run" / "Honorable Puff-Puff" (1975)
- "It'll Be Me, Babe" / "Like Strangers" (1976/1975))
- "Another Night" / "Cricket Bat Boogie" (1977)
- "Love Deluxe" / "Sweet Saturday Night" (1978)
- "Don't Cry for Me Argentina" / "Montezuma's Revenge" * (1979/ *1977)
- "Theme from 'The Deer Hunter' (Cavatina)" / "Bermuda Triangle" * (1979/ *1977)
- "Rodrigo's Guitar Concerto" / "Song for Duke"	(1979)
- "Riders in the Sky" / "Rusk" (1979)
- "Heart of Glass" / "Return to the Alamo" * (1979/ *1977)
- "Equinoxe Part V" / "Fender Bender" (1980)
- "Mozart Forte" / "Midnight Creepin'" (1980)
- "The Third Man" / "The Fourth Man" (1981)
- "Chi Mai" / "Summer Love '59" (1981)
- "Telstar" / "Summer Love '59"	(1981)
- "Imagine/Woman" / "Hats Off to Wally"	(1981)
- "Theme from Missing" / "The Shady Lady" (1982)
- "Treat Me Nice" / "Spot the Ball" (1982)
- "Diamonds" / "Elevenis" (1983)
- "Goin' Home" (Theme from Local Hero) / "Cat 'N' Mouse" * (1983/ *1982)
- "On a Night Like This" / "Thing-Me-Jig" * (1984/ *1981)
- "Moonlight Shadow" / "Johnny Staccato" * (1985/ *1984)
- "Dancing in the Dark" / "Turning Point" * (1985/ *1984)
- "Themes from EastEnders & Howards' Way" / "No Dancing" * (1987/ *1982)
- "Pulaski" (Theme from the BBC TV series) / "Change of Address" *  (1987/ *1980)
- "Walking in the Air" (Theme from The Snowman) / "Outdigo" * (1987/ *1980)
- "Mountains of the Moon" / "Stack-It"	(1989)
- "Shadow Mix" (Live medley of their hits) / "Arty's Party" * (1989/ *1980)

## Solo LP/CD Diskografi
- Hank Marvin (1969)
- Guitar Syndicate (1977)
- Words and Music (1982)
- All Alone With Friends (1983)
- Into The Light (1992)
- HeartBeat (1993)
- Hank Plays Cliff (1995)
- Hank Plays Holly (1996)
- Hank Plays Live (1997)
- Marvin at the Movies (2000)
- Guitar Player (2004)
- Guitar Man (2005)
- Djangos Castle (2014)
- Hank (2014)
- Without A Word (2017)
- Dance with the guitar man (2021) - (sjældne tv optagelser fra 1969-1970)
- Foolin with the Feds (2024)

## Solo Singler
- "London's Not Too Far" / Running out of World * (1968) ( * med The Shadows)
- "Goodnight Dick" / "Wahine" (1969)
- "Sacha" / "Sunday For Seven Days" (1969)
- "Throw Down a Line" / " Reflections" * (1969) - (med Hank Marvin & Cliff Richard ), ( *  Cliff Richard solo på B siden)
- "The Joy of Living" / "Leave My Woman Alone" (1970) - (med Hank Marvin &  Cliff Richard), ( * Cliff Richard Solo på B siden)
- "Morning Star" / "Evening Comes" (1970)
- "Break Another Dawn" / "Would You Believe It" (1970)
- "Don't Talk"	/ "Life Line" (1982)
- "The Trouble with Me Is You" / "Captain Zlogg" (1982)
- "The Hawk and the Dove" / "Janine" (1983)
- "Invisible Man" / "All Alone with Friends" (1983)
- "Living Doll" / "(All The Little Flowers Are) Happy" - (med Cliff Richard og The Young Ones featuring Hank Marvin på A siden)	(1986)
- "London Kid" / "Révolution Industrielle Part 3" (med Jean-Michel Jarre featuring Hank Marvin på A siden)	(1988)
- "We Are the Champions" / Moon Talk"  (featuring Brian May på A siden)	(1992)
- "Wonderful Land" / "Nivram"  (featuring Mark Knopfler) (1993)

## LP/CD diskografi med Cliff Richard & The Shadows
- "Cliff" (1959)
- "Cliff Sings" (1959)
- "Me and My Shadows" (1960)
- "Listen to Cliff!" (1961)
- "21 Today" (1961)
- "The Young Ones" (1961)
- "Live At The ABC Kingston" (1962)
- "32 Minutes and 17 Seconds with Cliff Richard" (1962)
- "Summer Holiday" (1963)
- "When in Spain" (1963)
- "Wonderful Life" (1964)
- "Aladdin and His Wonderful Lamp" (1964)
- "Cliff Richard" (1965)
- "When in Rome" (1965)
- "Love is Forever" (1965)
- "Finders Keepers" (1966)
- "Cinderella" (1967)
- "Established 1958" (1968)
- "Thank you Very Much" Live (1978)
- "From a Distance - The Event" Live at Wembley Stadium in London (1990)
- "Reunited 50th Anniversary" (2009)

## DVD /VHS Film
- Cliff Richard & The Shadows - Thank you Very Much - Live at The London Palladium (1978)
- The Shadows - Live in Rotterdam (Koncert fra Hollandsk TV) (1980)
- Cliff Richard & The Shadows - Together - Live in Birmingham (1984)
- The Shadows - The Shadows Live In Birmingham (1984)
- The Shadows - At Their Very Best - Live at the Liverpool Empire (1989)
- Cliff Richard & The Shadows - From A Distance The Event - Live at Wembley Stadium in London (1990)
- Hank Marvin - Hank Plays Live (2004)
- The Shadows - The Final Tour - Live in Cardiff (2004)
- The Final Reunion / with Cliff Richard (2009) - 50-års jubilæum live at the O2 Arena
- The Shadows & Cilla Black - Bandstand Live (2014)
- Marty Wilde – Born To Rock (2007)

## Med Marvin, Welch & Farrar
- Marvin, Welch & Farrar (1971)
- Second opinion (1971)

## Med Marvin & Farrar
- Cliff Goes East (1972) ( Live i Tokyo, Japan ) - med Cliff Richard og Marvin / Farrar group
- Marvin / Farrar (1973)

## Med The Five Chesternuts
"Teenage Love" / "Jean Dorothy" (1958)

## Film
- Expresso Bongo (1959) - med Cliff Richard og The Shadows
- The Young Ones (1961) - med Cliff Richard og The Shadows
- Summer Holiday (1963) - med Cliff Richard og The Shadows
- Wonderful Life (1964) - med Ciff Richard og The Shadows
- Finders Keepers (1966) - med Cliff Richard og The Shadows
- Rhythm 'n Greens (1966) - med The Shadows
- Thunderbirds are Go (som dukke) (1966) - med Cliff Richard og The Shadows

## Teater stykker
- Aladdin (1964) - med Cliff Richard og The Shadows
- Cinderella (1967) - med Cliff Richard og The Shadows

## Biografier
- The Shadows & Mike Read - The Story of The Shadows (1983)
- Cliff Richard & The Shadows - A Rock´n´Roll Memoir - af Royston Ellis (2014)